# Streptomyces pilosus
Streptomyces pilosus es una especie de bacteria del género Streptomyces que ha sido aislada en el suelo en Roma, Italia. Streptomyces pilosus produce piloquinona y el antídoto desferrioxamina B.